# August Ferdinand Anacker
August Ferdinand Anacker (Freiberg, 17 d'octubre de 1790 – idm. 21 d'agost de 1854) fou un compositor alemany.
Fundà una Acadèmia de música en la seva ciutat natal, on tingué entre els seus alumnes el que després seria crític musical i gran musicògraf en Franz Brendel.
Entre les seves notables composicions s'ha destacar: La salutació del miner i l'òpera El marcgravi Frederic.